# 4009 Drobyshevskij
4009 Drobyshevskij (1977 EN1) là một tiểu hành tinh vành đai chính được phát hiện ngày 13 tháng 3 năm 1977 bởi Chernykh, N. ở Nauchnyj. It is named in honour thuộc Ehduard Mikhajlovich Drobyshevskij, physicist và astrophysicist ở the Ioffe Physical và Technical Institute in St. Petersburg.